# Push It (canción de Static-X)
«Push it» es el primer sencillo del grupo de metal industrial Static-X, perteneciente a su primer álbum, Wisconsin Death Trip. Push it es una de las canciones más famosas de Static-X y está considerada, junto con I'm with Stupid, como las mejores canciones del grupo, que hacen de Wisconsin Death Trip su disco más vendido. La canción es una combinación de bastantes efectos propios del género metal industrial, junto con el estilo propio del grupo, al que llaman evil disco. El vídeo musical de Push it fue dirigido por Mick Olszewski, y contiene trozos de criaturas de metal mezclados con una actuación del grupo.

## Lista de canciones
1. «Push it»
2. «Bled for days» (live)
3. «Push it» (Jb's Death trance mix)
4. «Down»
5. «Push it» (Mephisto Odyssey Crucified dub mix)

- Datos: Q2613658